# Nekrolog 1558
Nekrolog
◄◄
| ◄
| 1554
| 1555
| 1556
| 1557
| 1558 | 1559 | 1560 | 1561 | 1562 | ► | ►►
Weitere Ereignisse | Allgemeiner Nekrolog 1558
Die Beschreibung der verstorbenen Person sollte so kurz wie möglich gehalten sein und nur deren signifikante Tätigkeit(en) enthalten.
Neue Namen ggf. auch unter dem Geburts- und Sterbedatum, also etwa unter 1. Januar und im Geburts- und Sterbejahr (2024) eintragen (nur bei entsprechender großer Wichtigkeit). Für Beispiele siehe die schon vorhandenen Artikel.
Außerdem über die fünf zuletzt Verstorbenen, zu denen es einen ausreichend guten Artikel für eine Präsentation auf der Hauptseite gibt, nach der todesbedingten Überarbeitung der Artikel ggf. auch unter Wikipedia Diskussion:Hauptseite informieren und sie am besten auch in den anderen Wikipedia-Sprachversionen eintragen. Tipp: Regelmäßig bei news.google.de nach „ist tot“, „gestorben“ oder „verstorben“ suchen.
Wenn eine Person gestorben ist, gibt es viele Seiten zu dieser Person in der Wikipedia, die davon auch betroffen sind und entsprechend aktualisiert werden müssen. Beispiele: Namenübersichtsseite, Geburtsjahr, Geburtsort-Seiten und viele mehr.
Wie finde ich die betroffenen Seiten?
Im Suchfeld auf der linken Seite gibt man den Suchbegriff so ein: „Vorname Nachname“. Dann klickt man auf Volltext und alle Seiten mit entsprechendem Suchtext werden aufgerufen. Hier sieht man dann schnell, wo auch das Todesjahr Sinn macht oder sogar ein Teil des Artikels angepasst werden muss. Auch hilft das „Werkzeug“ auf der linken Seite sehr gut, um solche Seiten aufzufinden: „Links auf diese Seite“. Somit ist die Wikipedia wieder aktuell in allen Bereichen! Hinweis: bei Eintragung der Kategorie „Gestorben JAHR“ wird der Missbrauchsfilter 49 ausgelöst, was jedoch nicht schlimm ist. Siehe: Spezial:Missbrauchsfilter/49
Dies ist eine Liste von im Jahr 1558 verstorbenen bekannten Persönlichkeiten. Die Einträge erfolgen innerhalb der einzelnen Daten alphabetisch sortiert. Tiere sind im Nekrolog für Tiere zu finden.

## Januar
| Tag        | Name                                    | Beruf, bekannt als                        | Alter | Beleg |
| ---------- | --------------------------------------- | ----------------------------------------- | ----- | ----- |
| 22. Januar | Christoph von Braunschweig-Wolfenbüttel | Erzbischof von Bremen, Bischof von Verden |       |       |
| 28. Januar | Jakob Micyllus                          | Humanist und Pädagoge                     | 54    |       |
| Januar     | Anne Brandon, Baroness Grey of Powys    | englische Adlige                          |       |       |

## Februar
| Tag         | Name                               | Beruf, bekannt als                                                                                  | Alter | Beleg |
| ----------- | ---------------------------------- | --------------------------------------------------------------------------------------------------- | ----- | ----- |
| 10. Februar | Johann Weinlob                     | Kanzler des Kurfürsten Johann Georg von Brandenburg                                                 |       |       |
| 18. Februar | Eleonore von Kastilien             | Erzherzogin von Österreich, Prinzessin von Spanien, Königin von Portugal und Königin von Frankreich | 59    |       |
| 27. Februar | Johannes Fabri                     | Dominikaner                                                                                         |       |       |
| 27. Februar | Kunigunde von Brandenburg-Kulmbach | Markgräfin von Baden                                                                                |       |       |

## März
| Tag      | Name                | Beruf, bekannt als                                          | Alter | Beleg |
| -------- | ------------------- | ----------------------------------------------------------- | ----- | ----- |
| 5. März  | Thomas von Imbroich | deutscher Führer der rheinländischen Mennoniten             |       |       |
| 8. März  | Pietro Bertano      | italienischer Geistlicher, Kardinal der katholischen Kirche | 56    |       |
| 9. März  | Basilius Axt        | deutscher Mediziner                                         |       |       |
| 16. März | Janus Cornarius     | deutscher Arzt                                              |       |       |
| 23. März | Hans von Rüte       | Schweizer Dramatiker                                        |       |       |
| 24. März | Anna von Egmond     | Gräfin von Büren, Leerdam und Lingen                        |       |       |
| 25. März | Cassandra Fedele    | italienische Humanistin                                     |       |       |

## April
| Tag       | Name                           | Beruf, bekannt als                                    | Alter | Beleg |
| --------- | ------------------------------ | ----------------------------------------------------- | ----- | ----- |
| 2. April  | Wolfgang                       | Pfalzgraf von Neumarkt, Statthalter der Oberpfalz     | 63    |       |
| 6. April  | Ägidius Faber                  | ungarischer lutherischer Theologe                     |       |       |
| 15. April | Georg Scharnekau               | deutscher evangelischer Theologe und Reformator       |       |       |
| 15. April | Melchior Zobel von Giebelstadt | Fürstbischof von Würzburg                             | 52    |       |
| 17. April | Roxelane                       | Lieblingsgemahlin des osmanischen Sultans Süleyman I. |       |       |
| 20. April | Johannes Bugenhagen            | deutscher Reformator Pommerns und Dänemarks           | 72    |       |
| April     | William Peto                   | englischer Kardinal                                   |       |       |

## Mai
| Tag     | Name                       | Beruf, bekannt als                  | Alter | Beleg |
| ------- | -------------------------- | ----------------------------------- | ----- | ----- |
| 1. Mai  | Gabriel Zwilling           | deutscher Reformator                |       |       |
| 6. Mai  | Mechthild von Hessen       | durch Heirat Gräfin von Tecklenburg |       |       |
| 17. Mai | Francisco de Sá de Miranda | portugiesischer Dichter             | 72    |       |
| 25. Mai | Elisabeth von Brandenburg  | Reformationsfürstin                 | 47    |       |

## Juni
| Tag      | Name                   | Beruf, bekannt als                                           | Alter | Beleg |
| -------- | ---------------------- | ------------------------------------------------------------ | ----- | ----- |
| 4. Juni  | Maximilian von Burgund | niederländischer Adliger; Markgraf von Vere                  | 43    |       |
| 5. Juni  | Konrad Schmid          | österreichischer Zisterzienser und Abt                       |       |       |
| 6. Juni  | Philipp I.             | Graf von Nassau-Wiesbaden-Idstein                            |       |       |
| 10. Juni | Jobst Nikolaus II.     | deutscher Adeliger, Graf von Hohenzollern                    |       |       |
| 18. Juni | Anton von Schaumburg   | Erzbischof des Erzbistums Köln (1557–1558)                   |       |       |
| 20. Juni | Piero Strozzi          | italienischer Patrizier                                      |       |       |
| 21. Juni | Filippo Archinto       | italienischer Protonotar, Nuntius und Erzbischof von Mailand | 57    |       |
| 25. Juni | Johannes Ferrarius     | deutscher Jurist, Theologe und Philosoph                     |       |       |

## Juli
| Tag      | Name                 | Beruf, bekannt als                                    | Alter | Beleg |
| -------- | -------------------- | ----------------------------------------------------- | ----- | ----- |
| 17. Juli | Georg I.             | Graf von Württemberg-Mömpelgard                       | 60    |       |
| Juli     | Bartolommeo Genga    | italienischer Maler, Architekt und Bildhauer          |       |       |
| Juli     | Georgius Macropedius | niederländischer Humanist, Dramatiker und Schulleiter |       |       |

## August
| Tag        | Name                         | Beruf, bekannt als                            | Alter | Beleg |
| ---------- | ---------------------------- | --------------------------------------------- | ----- | ----- |
| 11. August | Justus Menius                | thüringischer Reformator                      | 58    |       |
| 15. August | Paul Lautensack              | deutscher Maler                               |       |       |
| 24. August | Johannes Garcaeus der Ältere | deutscher Reformator                          |       |       |
| 24. August | Vettor Grimani               | Prokurator von San Marco in Venedig und Mäzen |       |       |
| 27. August | Gregor Lechner               | 48. Abt des Benediktinerstiftes Kremsmünster  |       |       |
| 29. August | Richard Croke                | englischer Philologe (griechisch)             |       |       |

## September
| Tag           | Name                 | Beruf, bekannt als                                    | Alter | Beleg |
| ------------- | -------------------- | ----------------------------------------------------- | ----- | ----- |
| 9. September  | Adam Krafft          | evangelischer Kirchenreformer Hessens                 |       |       |
| 20. September | Catharina von Zehmen | Stammmutter aller preußischen Dohnas                  |       |       |
| 21. September | Karl V.              | Kaiser des Heiligen Römischen Reichs Deutscher Nation | 58    |       |
| 30. September | Jobst Kettwig        | Dresdner Ratsherr und Bürgermeister                   |       |       |

## Oktober
| Tag         | Name                   | Beruf, bekannt als                                                                            | Alter | Beleg |
| ----------- | ---------------------- | --------------------------------------------------------------------------------------------- | ----- | ----- |
| 6. Oktober  | Berndt von Oer         | deutscher Adliger, Droste des Amtes Delmenhorst und fürstbischöflicher Statthalter in Münster |       |       |
| 7. Oktober  | Utz Eckstein           | reformierter Geistlicher und Pamphletist                                                      |       |       |
| 16. Oktober | Gert van Mervelt       | deutscher Geschütz- und Glockengießer                                                         |       |       |
| 17. Oktober | Maria von Ungarn       | Erzherzogin von Österreich, Prinzessin von Kastilien, Königin von Böhmen und Ungarn           | 53    |       |
| 18. Oktober | Gottschalk von Wickede | Ratsherr der Hansestadt Lübeck                                                                |       |       |
| 21. Oktober | Julius Caesar Scaliger | humanistischer Gelehrter                                                                      | 74    |       |
| Oktober     | Mellin de Saint-Gelais | Dichter der französischen Renaissance                                                         |       |       |

## November
| Tag          | Name                   | Beruf, bekannt als                | Alter | Beleg |
| ------------ | ---------------------- | --------------------------------- | ----- | ----- |
| 1. November  | Erhard Schnepf         | deutscher Theologe und Reformator | 63    |       |
| 17. November | Maria I.               | Königin von England und Irland    | 42    |       |
| 17. November | Reginald Pole          | Erzbischof von Canterbury         | 58    |       |
| 22. November | Charles II. de Lalaing | spanischer Botschafter in London  |       |       |

## Dezember
| Tag          | Name              | Beruf, bekannt als                                                 | Alter | Beleg |
| ------------ | ----------------- | ------------------------------------------------------------------ | ----- | ----- |
| 14. Dezember | Lambert von Dalen | Lübecker Kaufmann und Ratsherr                                     |       |       |
| 20. Dezember | Leonhard Brunner  | Theologe, Pädagoge, Reformator                                     |       |       |
| 28. Dezember | Hermann Finck     | deutscher Musiktheoretiker, Komponist und Organist                 |       |       |
| 28. Dezember | Jakob von Jonas   | deutscher Philologe, Rechtswissenschaftler, Politiker und Diplomat |       |       |
| Dezember     | John Sheppard     | englischer Komponist                                               |       |       |

## Datum unbekannt
| Tag                 | Name                                      | Beruf, bekannt als                                                                           | Alter | Beleg |
| ------------------- | ----------------------------------------- | -------------------------------------------------------------------------------------------- | ----- | ----- |
|                     | Benedictus Appenzeller                    | Komponist der Renaissance                                                                    |       |       |
|                     | Dietrich Arnsborg                         | deutscher Worthalter, war maßgeblich an der Einführung der Reformation in Hannover beteiligt |       |       |
|                     | Giovanni Pierio Valeriano Bolzanio        | italienischer Humanist und Theologe                                                          |       |       |
|                     | Alfonso de Castro                         | Theologen-Jurist der spanischen Spätscholastik oder Schule von Salamanca                     |       |       |
|                     | Caupolicán                                | Kriegshäuptling der Mapuche                                                                  |       |       |
|                     | Melchior Colyn                            | deutscher Schöffe und Bürgermeister der Freien Reichsstadt Aachen                            |       |       |
|                     | Gertrude Courtenay, Marchioness of Exeter | Marchioness of Exeter                                                                        |       |       |
|                     | Hans Döring                               | deutscher Maler                                                                              |       |       |
|                     | Jean François Fernel                      | französischer Astronom und Physiologe                                                        |       |       |
| Januar oder Februar | Gerlach Flicke                            | deutscher Maler der Renaissance                                                              |       |       |
|                     | Valtin Fuchs                              | kursächsischer Beamter                                                                       |       |       |
|                     | Otto von Gemmingen                        | württembergischer Obermarschall und Oberhofmeister, badischer Obervogt in Ettlingen          |       |       |
|                     | Giovanni da Nola                          | italienischer Bildhauer der Renaissance                                                      |       |       |
|                     | Eucharius Holzach                         | Schweizer Arzt                                                                               |       |       |
|                     | Harmen Israhel                            | Lübecker Kaufmann mit Kontakten besonders nach Schweden                                      |       |       |
|                     | Clément Janequin                          | französischer Komponist                                                                      |       |       |
|                     | Ferry Laureyns                            | Botschafter der spanischen Niederlande im Vereinigten Königreich                             |       |       |
|                     | Marcos de Niza                            | französischer Forscher und Entdecker                                                         |       |       |
|                     | Gonzalo de Mendoza                        | spanischer Conquistador                                                                      |       |       |
|                     | Bernhard Meyer zum Pfeil                  | Tuchhändler, Geheimer Staatsrat, Gesandter des Kantons Basel sowie Bürgermeister zu Basel    |       |       |
|                     | Joachim Moller der Ältere                 | Kaufmann und Ratsherr in Hamburg                                                             |       |       |
|                     | Wolfgang von Pappenheim                   | kaiserlicher Rat aus dem Adelsgeschlecht derer von Pappenheim                                |       |       |
|                     | Valérand Poullain                         | französischer reformierter Geistlicher                                                       |       |       |
|                     | Jakob Raven                               | Sekretär der Hansekontore in Bergen und Antwerpen                                            |       |       |
|                     | Robert Recorde                            | englischer Mediziner und Mathematiker                                                        |       |       |
|                     | Jakob Ruf                                 | Schweizer Chirurg und Schriftsteller                                                         |       |       |
|                     | Bernardo Segni                            | italienischer Patrizier, Philosoph, Historiker und Übersetzer                                |       |       |
|                     | Solomo Sirillo                            | spanischer Talmudist                                                                         |       |       |
|                     | Gerhard Westerburg                        | deutscher Jurist, Theologe, Reformator                                                       |       |       |